# The Pip
The Pip (trad. il segnale) è il soprannome dato dagli ascoltatori di onde corte a una misteriosa stazione radiofonica che trasmette in onde corte un caratteristico suono, dal quale deriva il nome, e occasionalmente messaggi in codice. In Russia, la stazione è conosciuta come Капля (Kaplya, ossia "goccia"). Dato che alcuni dei messaggi trasmessi cominciano con il codice 8S1Shch (in alfabeto cirillico: 8С1Щ), questo è generalmente considerato essere il nome o l'indicativo di chiamata della stazione, sebbene non vi sia nessuna notizia ufficiale al riguardo e lo scopo del codice possa essere in effetti totalmente diverso.

## Storia
The Pip è attiva all'incirca sin dal 1986, quando il suo distintivo segnale fu captato per la prima volta dagli ascoltatori. La stazione manda in onda un bip ripetuto all'incirca 50 volte al minuto ventiquattr'ore su ventiquattro, un tipo di trasmissione che, ricordando quello della stazione UVB-76, fa ritenere a molti che le due stazioni siano associate. La frequenza di trasmissione dell'emittente cambia dal giorno alla notte: di giorno trasmette sui 5448 kHz, di notte sui 3756 kHz. L'orario in cui la frequenza passa da quella diurna a quella notturna e viceversa cambia nel corso dell'anno, presumibilmente a causa della variazione della lunghezza del dì e della notte: tale cambio, infatti, è dovuto al fatto che le frequenze alte hanno migliori caratteristiche di propagazione durante il giorno, mentre per le basse sono migliori durante la notte.
La trasmissione avviene in modulazione a banda laterale singola superiore (USB). Più volte il suono è stato interrotto per lasciar spazio a messaggi vocali in codice, nel formato Strategic Flash Messages, pronunciati al microfono da persone vere, sia maschili che femminili. Il luogo preciso di origine della trasmissione è sconosciuto, ma Radioscanner.ru ha identificato il proprietario della stazione in un centro di comunicazione di un distretto militare nord-caucasico vicino alla città di Rostov sul Don, avente identificativo di chiamata "Akacia".

### Messaggi vocali
Come nel caso della già citata The Buzzer, i segnali continui sono talvolta interrotti da messaggi vocali in codice. Ad oggi sono stati captati due diversi formati di messaggi. Il primo tipo è costituito da messaggi che iniziano con la parola russa для (dlya, ovvero "per") e sono ritenuti messaggi di prova per testare la qualità della ricezione. Il messaggio stesso contiene inoltre dieci identificativi di chiamata, ciascuno di essi formato da quattro caratteri, sia cifre che lettere. Ad esempio:
A questi segue nel messaggio un altro "Per", quindi una nuova ripetizione degli indicativi di chiamata e infine la domanda "Как слышно?" (Kak slyshno?, che vuol dire "Come si sente?"). Dopodiché gli identificativi di chiamata vengono ripetuti altre due volte e a questi segue "Приём!" (Priyom!, che significa "Ricezione!"). Il secondo tipo è invece costituito da messaggi che iniziano con "8С1Щ" (8S1Shch), che si ritiene essere il nome o l'identificativo di chiamata della stazione. A questo segue un numero di due o tre cifre, una parola in codice russa e quindi quattro coppie di cifre, ad esempio:
Il messaggio è poi ripetuto per quattro volte, al termine delle quali viene pronunciato nuovamente "Приём!" (Priyom!, "Ricezione!").

## Scopo
Lo scopo di The Pip non è ad oggi conosciuto ed esistono diverse teorie al riguardo. È stata spesso avanzata l'ipotesi che The Pip sia parte di un più vasto sistema di controllo radio, che comprenderebbe anche le due stazioni The Buzzer e The Squeaky Wheel, le quali mandano in onda una trasmissione simile. In particolare, accade spesso che ad un'attività vocale trasmessa da The Pip segua, a una distanza di pochi minuti, un messaggio vocale su The Squeaky Wheel, il che suggerirebbe che le due stazioni siano gestite dalla stessa organizzazione e abbiano lo stesso scopo. In un'occasione, mentre sulla frequenza di The Squeaky Wheel veniva mandato in onda un messaggio vocale, è stato possibile udire in sottofondo il caratteristico bip trasmesso da The Pip, il che potrebbe indicare che le due stazioni abbiano sede nello stesso edificio se non nella stessa stanza. Ciò non è comunque più capitato e, da allora, i messaggi ascoltati su The Pip e The Squeaky Wheel non hanno più mostrato un simile parallelismo.